# Camelops
A Camelops az emlősök (Mammalia) osztályának párosujjú patások (Artiodactyla) rendjébe, ezen belül a tevefélék (Camelidae) családjába tartozó fosszilis nem.

## Tudnivalók
Az első Camelops-faj a késő pliocén korszakban jelent meg; de a holocén kor elejére, körülbelül 10 ezer éve - valószínűleg az ember észak-amerikai megjelenésének következtében – ez a tevenem kihalt.

## Rendszerezés
A nembe az alábbi 3 faj tartozik:
- †nyugati teve (Camelops hesternus) Leidy, 1873 - típusfaj[4]
- †Camelops kansanus Leidy, 1854
- †Camelops minidokae Hay, 1927

## Fordítás

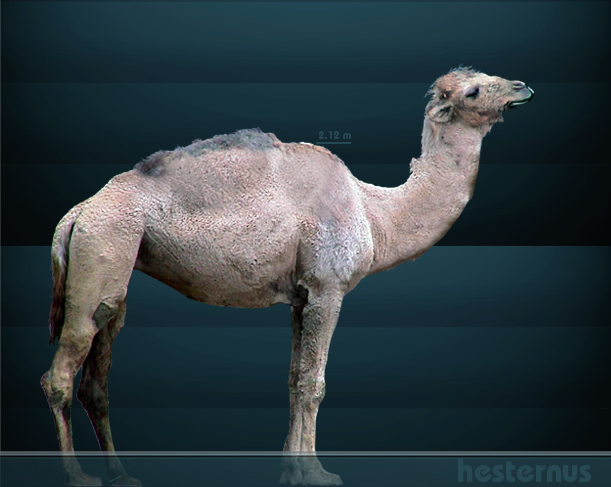
A nyugati teve rekonstrukciója

- Ez a szócikk részben vagy egészben  a   Camelops című angol Wikipédia-szócikk ezen változatának fordításán alapul.  Az eredeti cikk szerkesztőit annak laptörténete sorolja fel. Ez a jelzés csupán a megfogalmazás eredetét és a szerzői jogokat jelzi, nem szolgál a cikkben szereplő információk forrásmegjelöléseként.